# Найроби
Найро́би (англ. и суахили Nairobi) — столица Кении, город вблизи экватора, самый большой город в Восточной Африке. Население Найроби  по переписи 2019 года составляло 4,39 млн человек. В Найроби находится один из дополнительных офисов ООН.

## Этимология
Селение на месте современного города возникло в 1899 году при строительстве железной дороги. Название город получил по имени водоёма, которое на масайском языке звучит как enkare nyrobi, что означает «прохладные воды».

## История

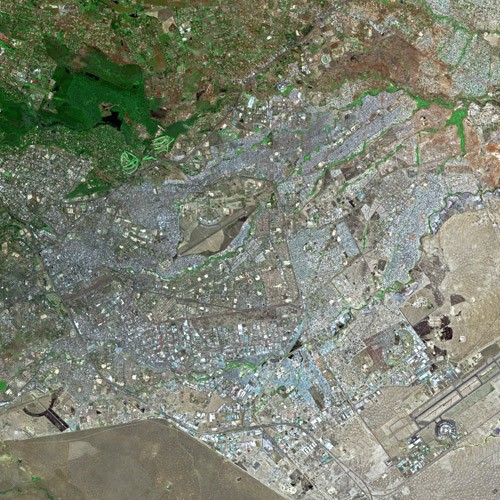
Фотография Найроби со спутника

Раньше на месте современного города располагались незаселённые болота. В 1899 году здесь была построена станция снабжения Угандийской железной дороги, которая вскоре стала штаб-квартирой железной дороги. В 1900 году город был полностью перестроен после разразившейся здесь вспышки бубонной чумы, из-за которой старый город пришлось полностью сжечь.
Основанием для выбора места строительства станции Найроби стало её расположение посередине между городами Момбасой и Кампалой. Кроме того, здесь расположена богатая сеть рек, помогавшая снабжать поселение водой, а высота над уровнем моря делала эту местность достаточно прохладной для комфортного проживания. Более того, на высоте 1661 м над уровнем моря температура воздуха слишком низка для выживания малярийных комаров.
В 1905 году Найроби стал столицей британского протектората Восточной Африки, заменив Момбасу. Город стал расти за счёт администрации и туристов, приезжавших в Кению поохотиться. Британские колониалисты использовали Найроби как отправную точку для исследования региона. Все это подтолкнуло колониальное правительство к тому, чтобы построить в городе несколько впечатляющих отелей, большинство из постояльцев которых были охотники.
Под управлением Британии Найроби продолжал расти, множество британцев селилось в пригороде. В 1919 году город стал муниципалитетом.
В феврале 1926 года Е. А. Т. Дуттон проезжал через Найроби по пути к горе Кения и написал о городе в своей книге:

Возможно, однажды Найроби будет покрыт дорогами, пропитанными гудроном, усажен цветущими деревьями, заполнен красивыми зданиями, с площадями и скверами, с собором, достойным веры и страны, с музеями, галереями, театрами и государственными учреждениями. И будет справедливым сказать, что правительство и муниципалитет уже смело взялись за эту проблему, и что амбициозный план, способный превратить Найроби в прекрасный город, уже начинает претворяться в жизнь, и многое уже сделано. Однако, пока этот план не принесет свой плод, Найроби придется остаться тем, чем он и был, неопрятным созданием, недостойным того, чтобы править такой прекрасной страной.
Оригинальный текст (англ.)Maybe one day Nairobi will be laid out with tarred roads, with avenues of flowering trees, flanked by noble buildings; with open spaces and stately squares; a cathedral worthy of faith and country; museums and galleries of art; theatres and public offices. And it is fair to say that the Government and the Municipality have already bravely tackled the problem and that a town-plan ambitious enough to turn Nairobi into a thing of beauty has been slowly worked out, and much has already been done. But until that plan has borne fruit, Nairobi must remain what she was then, a slatternly creature, unfit to queen it over so lovely a country.

Продолжающийся рост территории города, однако, вызывал гнев народов масаи и кикуйю, которые ранее владели этими землями. По окончании Второй мировой войны эти трения переросли в восстание Мау-Мау. За участие в восстании был арестован и заключён в тюрьму Джомо Кениата, будущий Президент Кении, хотя не было никаких свидетельств, связывающих его с восстанием. В результате в 1963 году Кения получила независимость от Великобритании, а Найроби стал столицей новой республики.
После получения независимости город стал быстро расти, что вылилось в чрезмерную нагрузку на городскую инфраструктуру. Часто случаются отключения электричества и воды, хотя в последние годы более рациональное городское планирование помогло частично справиться с этими проблемами.
В 1998 году в Найроби посольство США подверглось атаке террористов Аль-Каиды, в результате которой погибло более 200 человек. На этом месте был возведён мемориал.
21 сентября 2013 года в Найроби произошёл теракт. 16 террористов напали на торговый центр Nakumatt Westgate, были захвачены заложники. 23 сентября силами безопасности Кении начался штурм торгового центра. 25 сентября 2013 года Президент Кении Ухуру Кениата заявил о завершении операции по уничтожению террористов. В результате теракта погибли 67 человек, более 150 получили ранения.

## География

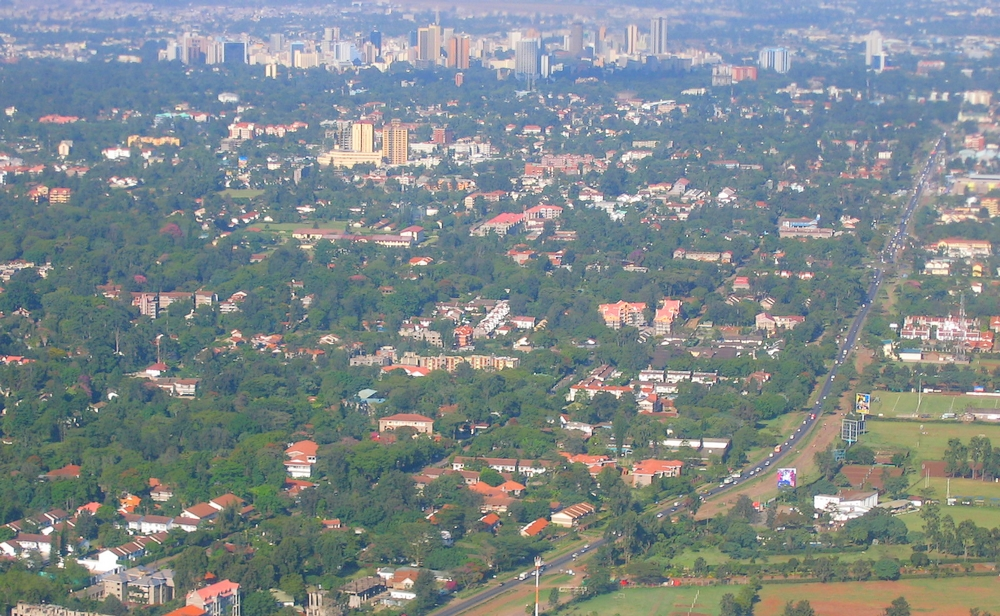
Вид с воздуха на центральный деловой район и на Нгонг Роад

Город расположен в центре страны. Занимает площадь 696 км².
Найроби расположена между городами Кампалой и Момбасой. Поскольку город расположен недалеко от восточного края рифтовой долины, периодически случаются небольшие землетрясения магнитудой до 3 баллов. Холмы Нгонг, расположенные к западу от города, являются самой высокой точкой вблизи Найроби. К северу от города возвышается гора Кения, а к юго-востоку — Килиманджаро. Обе горы в ясный день можно увидеть из Найроби.
Река Найроби, левый приток реки Ати (бассейн Индийского океана) и другие притоки Ати пересекают область Найроби. На севере города расположен лес Карура, за сохранение которого боролась нобелевский лауреат мира Вангари Матаи, когда выдвигались планы застроить эту местность домами и другой инфраструктурой.
Западный пригород Найроби простирается от Национального госпиталя Кеньята на юге до штаб-квартиры ООН и Джигири на севере, занимая расстояние около 20 километров.
Центром города считается площадь Сити Сквер, расположенная в Центральном Деловом районе. Площадь окружена зданиями парламента Кении, Собором Святого Семейства, зданием городского совета, городским судом и конференц-центром Кеньятта.

### Климат
Благодаря высоте свыше 1600 метров над уровнем моря, в Найроби мягкий климат: температура редко поднимается более 25 °C и довольно равномерная в течение года. По классификации Кёппена он называется субтропическим высокогорным. Самый холодный месяц июль, самый тёплый март. Имеется 2 влажных сезона, чётко выраженные в апреле-мае и ноябре-декабре, и один сухой в июле-августе. В июне и июле температура ночью может опускаться ниже 10 °C. Самая низкая зарегистрированная температура составила +5 °C.Самым солнечным и тёплым временем года является период с января по март. Для этого периода средняя температура максимальна и составляет 24 °C.Самое облачное время года наступает сразу после первого сезона дождей, до сентября сохраняется высокая влажность воздуха. Поскольку Найроби расположена близко к экватору, различия между временем восхода и заката в течение всего года крайне малы.
| Показатель                    | Янв. | Фев. | Март | Апр.  | Май   | Июнь | Июль | Авг. | Сен. | Окт. | Нояб. | Дек.  | Год    |
| ----------------------------- | ---- | ---- | ---- | ----- | ----- | ---- | ---- | ---- | ---- | ---- | ----- | ----- | ------ |
| Средний суточный максимум, °C | 24,5 | 25,6 | 25,6 | 24,1  | 22,6  | 21,5 | 20,6 | 21,4 | 23,7 | 24,7 | 23,1  | 23,4  | 23,4   |
| Средняя температура, °C       | 18,0 | 18,6 | 19,4 | 19,1  | 17,9  | 16,3 | 15,4 | 15,8 | 17,1 | 18,6 | 18,1  | 18,0  | 17,7   |
| Средний суточный минимум, °C  | 11,5 | 11,6 | 13,1 | 14,0  | 13,2  | 11,0 | 10,1 | 10,2 | 10,5 | 12,5 | 13,1  | 12,6  | 12,0   |
| Норма осадков, мм             | 58,3 | 49,8 | 92,2 | 242,3 | 189,5 | 38,6 | 17,6 | 24,0 | 31,2 | 60,8 | 149,6 | 107,6 | 1058,5 |
| Источник: WorldWeather.org,   |      |      |      |       |       |      |      |      |      |      |       |       |        |

### Районы
Найроби разделена на избирательные округа: Макадара, Камукунжи, Стерехе, Лангата, Дагоретти, Вестлендс, Касарани и Эмбакаси. Основными административными единицами Найроби являются Центральный, Дагоретти, Эмбакаси, Касарани, Кибера, Макадара, Пумвани и Вестлендс. К западу от города располагаются богатые пригороды, где в колониальные времена селилось большинство европейских поселенцев. К ним относятся Карен, Лангата, Лавингтон и Хайридж. Большинство бедных районов и районов, близких к бедности, расположено в восточной части города. Это Кариокор, Дандора, Кариобанги, Эмбакаси и Хурума. Большое количество эмигрантов из Сомали живут в районе Истлей, который даже называют «Маленький Могадишо».
Самые известные районы Найроби — Кибера и Карен. В то время как Кибера с её 170 000 жителей известна как самый большой в Восточной Африке район трущоб, Карен, наоборот, прославилась как самый респектабельный и богатый пригород. Район назван в честь датской писательницы Карен Бликсен, 20 лет прожившей в этих местах на собственной кофейной плантации.

## Религия
Найроби является центром одноимённой католической архиепархии. Кафедральный собор архиепархии Собор Святого Семейства.

## Население
| Год       | 1969    | 1979    | 1989      | 1999      | 2009      | 2019      |
| --------- | ------- | ------- | --------- | --------- | --------- | --------- |
| Население | 509 286 | 827 775 | 1 324 570 | 2 143 254 | 3 138 369 | 4 397 073 |

## Экономика

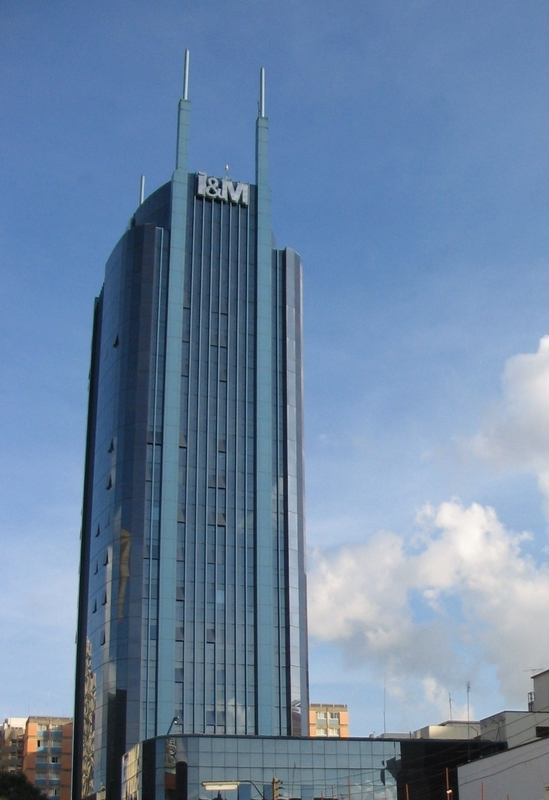
Штаб-квартира банка I&M в Найроби

Город является экономическим центром Кении. В Найроби расположена Найробийская фондовая биржа (NSE). NSE занимает 4-е место в Африке по объёмам торгов и 5-е по отношению капитализации рынка к ВВП. Здесь располагаются государственные органы, управляющие экономикой, такие как Бюро по стандартам.
Также в Найроби расположены региональные представительства некоторых международных компаний и организаций. Так, в течение 2007 года General Electric, Young & Rubicam, Google, Coca-Cola, Zain и Cisco Systems перенесли свои африканские штаб-квартиры в Найроби. Кроме того, штаб-квартиры многих крупных африканских компаний расположены в Найроби.
В городе производятся такие товары, как одежда, текстиль, строительные материалы, пищевые продукты и напитки, сигареты. В городе расположены заводы некоторых международных компаний, таких как Goodyear, General Motors, Toyota Motors, Coca-Cola.

### Туризм

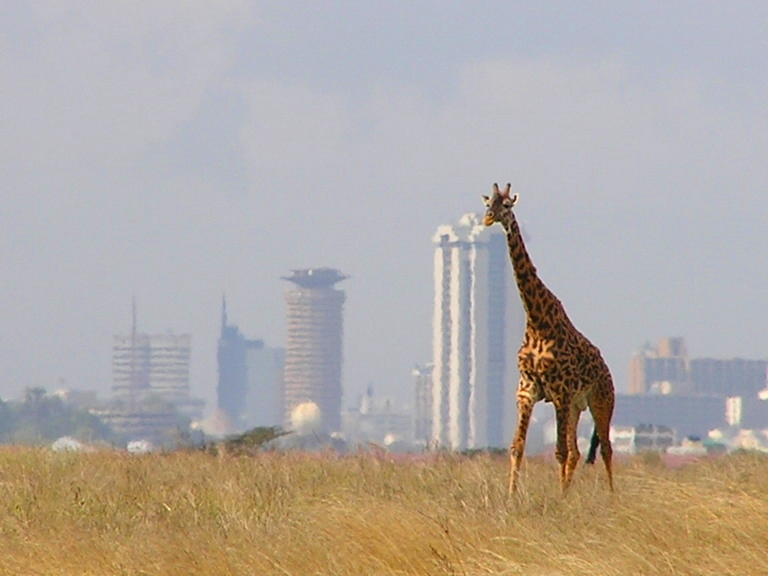
Жираф в Национальном парке «Найроби» на фоне города

Хотя туристическая отрасль в Найроби не очень сильно развита, в нём есть достопримечательности, популярные у гостей города. В первую очередь, это Национальный парк «Найроби». Его уникальность заключается в его непосредственной близости к мегаполису такого размера. В национальном парке находят пристанище более 400 видов животных и птиц, включая львов и жирафов. Пешие прогулки-сафари в парке пользуются большой популярностью у туристов.
В Найроби расположены несколько музеев. Самый большой из них — Национальный музей Кении, в котором хранятся останки мальчика homo erectus. Другие популярные музеи: Железнодорожный музей Найроби и музей Карен Бликсен.
Найроби иногда называют мировой столицей сафари. Многие гостиницы города специально ориентированы на любителей именно этого развлечения. В городе довольно много пятизвёздочных отелей: «Найроби Серена», «Лайко Рейгенси» (ранее «Гранд-Рейгенси»), «Уиндор» («Карен»), «Холидей Инн», «Ист-Африкан Сафари Клуб» («Лилиан Тауэрс»), «Стэнли Хотел», «Сафари Парк энд Казино», «Интерконтиненталь», «Панари Хотел», «Хилтон» и «Норфолк Хотел».
Кроме того, в Найроби расположен самый большой каток в Африке Солар Айс Ринк. Каток был открыт в 2005 году, имеет площадь около 1400 м² и вмещает до 200 посетителей. Крупнейшими розничными торговыми сетями города являются Nakumatt, Uchumi и Tuskys.

## Транспорт

### Автомобильный транспорт

#### Междугородние и международные перевозки
В Найроби пересекается два Трансафриканских автомобильных маршрута:
1. Шоссе Каир-Кейптаун
2. Шоссе Лагос-Момбаса

#### Матату
Наиболее распространённым видом транспорта в Найроби является матату. Это слово буквально означает: тридцать центов за поездку, хотя сейчас она стоит гораздо больше. Матату представляют собой частные микроавтобусы вместительностью от четырнадцати до двадцати четырёх человек, они перевозят пассажиров как по городским, так и по междугородным маршрутам. Самой заметной особенностью матату была их экстравагантная окраска. Владельцы часто украшают свой автобус портретами любимой футбольной команды или артиста, а в последнее время появились даже матату с изображением Барака Обамы. В большинстве матату есть аудиосистемы и телевизоры для привлечения пассажиров, поскольку конкуренция среди водителей очень высока.
Как результат жёсткой конкуренции и недостаточного регулирования, водители матату старались увеличивать прибыль за счёт увеличения скорости перевозок, из-за чего в Найроби происходило большое количество аварий с их участием. Для обеспечения безопасности в 2004 году правительство приняло закон, обязывающий оборудовать все матату ремнями безопасности, а также ограничивающий скорость 80 км/ч. Кроме того, на все матату необходимо было нанести горизонтальную жёлтую полосу. Поначалу это вызвало бурю протестов у операторов, однако под давлением правительства и общественности им пришлось смириться с новыми требованиями.
В 2013 году впервые в истории города группа исследователей, вооружённых сотовыми телефонами c GPS, составили и опубликовали карту маршрутов матату.

#### Автобусы
Автобусы завоёвывают всё большую популярность в Найроби. В настоящее время в городе работают три автобусные компании: традиционная Kenya Bus Service (KBS) и новые частные операторы Citi Hoppa и Double M. Автобусы Citi Hoppa можно отличить по зелёному цвету, автобусы Double M окрашены в фиолетовый, а автобусы KBS имеют голубую раскраску.
Другие небольшие компании организуют регулярное междугородное автобусное сообщение.

#### Такси
Услуги такси доступны практически в любой части города. Поездки в\на такси дороже, чем на автобусе или матату, но безопаснее и комфортней. Чаще всего такси ожидают клиентов возле гостиниц, на стоянках такси, а также в центре города и возле больших торговых центров.

### Железные дороги
Найроби был основан как железнодорожная станция, штаб-квартира Кенийских железных дорог до сих пор расположена в городе, недалеко от центра. Линия, проходящая через Найроби, соединяет Момбасу и Кампалу. В основном, она используется для грузовых перевозок, однако по ней также курсируют ночные пассажирские поезда. Большое количество рабочих добираются до работы в центре города на поездах из пригорода, однако в городе не развиты лёгкие железнодорожные, трамвайные линии и метрополитен.

### Аэропорты

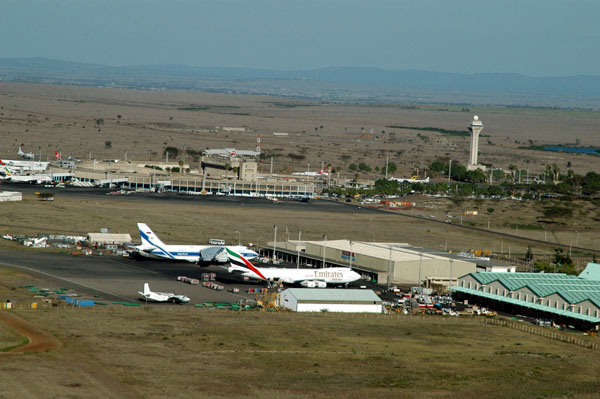
Вид с воздуха на грузовой терминал международного аэропорта Джомо Кениаты, крупнейший аэропорт восточной Африки

В Найроби находится государственная компания «Администрация аэропортов Кении», управляющая девятью аэропортами страны.
Бо́льшая часть авиационных перевозок в Найроби происходит через международный аэропорт имени Джомо Кениаты, крупнейший и самый загруженный аэропорт в восточной и центральной Африке. В 2008 году через него прошло более 4,9 миллиона пассажиров. Он является основным пересадочным узлом для пассажиров, летящих в небольшие города восточной и центральной Африки. Аэропорт Джомо Кениата расположен в 20 км от делового центра Найроби. Он принимает прямые рейсы из Европы и Азии. В настоящее время рассматривается проект по расширению аэропорта для возможности обслуживать возрастающий пассажиропоток. 7 августа 2013 года аэропорт столицы почти полностью сгорел. Пожар вспыхнул в пограничной зоне аэропорта в пол пятого утра по местному времени, а тушить его начали только в семь, когда пожар распространился почти на весь аэропорт. Вдобавок оказалось, что у спасателей возникли перебои с водой.
К югу от Найроби расположен аэропорт Уилсон. Он обслуживает, в основном, небольшие самолёты внутренних рейсов Кении, хотя есть рейсы и в другие восточноафриканские страны.
Аэропорт Истли первоначально был посадочной полосой до появления реактивных самолётов. В 1930-х и 1940-х он обслуживал британские пассажирские и почтовые рейсы из Саутхемптона в Кейптаун. Через него летали гидросамолёты из Англии в Кисуму. В настоящее время здесь расположена авиабаза Мои.

## Условия жизни и преступность
От полумиллиона до миллиона людей проживают в районах Киберы, самых больших и бедных трущобах в Африке, возникшем в 1920 году как посёлок для нубийских солдат.
Преступность в городе всё более возрастала и Найроби превратился в один из самых криминализированных городов Африки. В 2001 году комиссия ООН присвоила городу статус С, причислив его к самым преступным городам мира. Был отмечен высокий уровень вооружённых грабителей, разбойников и угонщиков машин. Город даже получил неофициальное прозвище «Найроббери» (от Nairobi и Robbery — грабёж).
Преступность повысилась потому, что многочисленные сельские жители от неустроенности стали стремиться в столицу, где не находили себе денег, занятия и пропитания. Им ничего не оставалось делать, как пополнять трущобы.
Дома и кварталы города нанимают охранников, работающих днём и ночью. Туристам не советуется показывать ценные предметы и ходить по центральной части города в тёмное время.
Однако в последние годы ситуация улучшается, Найроби постепенно становится более безопасным по меркам Африки городом.
7 августа 1998 года в городе произошёл террористический акт: взрыв американского посольства в центре города, при котором погибло 213 человек и около 4000 человек получили ранения различной степени тяжести, после чего поток туристов в Найроби резко уменьшился.
21 сентября 2013 года группа вооружённых лиц ворвалась в торговый центр Nakumatt Westgate и открыла огонь по находившимся там людям. Погибли более 60 человек. Погибли и были ранены граждане Австралии, Великобритании, Ганы, Индии, Канады, Китая, Нидерландов, Новой Зеландии, Перу, США, Франции и ЮАР. Группировка «Аш-Шабаб», взявшая на себя ответственность за теракт, заявила, что мстит Кении за участие её войск в боевых операциях против группировки на территории Сомали.
15 января 2019 года группа боевиков напала на гостинично-офисный комплекс Dusit. Прогремело несколько взрывов, группа нападавших открыла беспорядочный огонь по людям. После этого смертник подорвал себя у входа в одно из зданий. Нападавшие укрылись в спортивном зале одного из корпусов комплекса и заняли оборону. При нападении 21 человек погиб. Операция по освобождению комплекса завершилась 16 января. Все боевики были убиты. Ответственность за теракт взяла на себя группировка «Аш-Шабаб». Террористы заявили, что нападение было ответом на решение президента США Дональда Трампа признать Иерусалим в качестве столицы Израиля.

## Образование

### Высшее образование
В городе работает несколько университетов, включая Университет Найроби, Университет Кениата и ряд других.

## Культура

### Музеи Найроби
- Национальный музей Кении;
- Железнодорожный музей Найроби;
- Этнографическая деревня Бомас;

### Театры Найроби
- Национальный театр Кении.

### Парки и сады
В Найроби есть много парков и площадей. Большая часть города усажена деревьями. Самый известный парк Найроби Ухуру. Он граничит с центральным деловым районом и Аппер Хилл. Парк Ухуру (Свобода) является местом проведения публичных выступлений, богослужений и митингов. Бывший Президент Кении Даниэль арап Мои хотел построить на месте парка 62-этажное здание для своей партии[уточнить], но, благодаря усилиям активистки Вангари Маатаи, лауреата Нобелевской премии мира 2004 года, парк был спасён.
Центральный парк прилегает к парку Ухуру. В нём расположен мемориал в честь Джомо Кениата, первого Президента Кении. Также в городе расположены сады Джавани, Сити парк дендрарий Найроби.

## Города-побратимы
Найроби является городом-побратимом следующих городов:
- Денвер, США (с 1975 года)[38];
- Роли, США[39];
- Рио-де-Жанейро, Бразилия;
- Куньмин, КНР[40];
- Пинсян, КНР (с 2013 года)[41];
- Колония Товар, Венесуэла;